# Lo Hoi-Pang
Lo Hoi-Pang (21 december 1941) (jiaxiang: Guangdong, Kanton, Liwan, Xiguan) is een Chinees-Canadese televisieserie- en filmacteur. Ook speelt hij soms Kantonese opera. Hij heeft in vele series van TVB en HKATV gespeeld. In 1973 ging hij op de cursus acteerlessen van TVB die voor de derde keer werden gehouden. Chow Yun-Fat zat in diezelfde groep. Na deze lessen ging Lo spelen in TVB-series en in het bekende TVB-programma Enjoy Yourself Tonight. In 1990 ging hij van TVB naar HKATV en speelde in zijn eerste HKAtelevisieserie Dim Kai Ah sir Hai Chi Kwai 点解阿sir系只鬼. Hij had midden jaren negentig plannen om naar Canada te emigreren en vroeg een Canadees paspoort aan.

## Beknopte filmografie

### TVB
- Enjoy Yourself Tonight 欢乐今宵 (1974-1989)
- Leung Tin Loi (1974) 梁天来
- Tai Siu Yan Yuen 啼笑姻缘
- Chinese Folklore-Wa Pei
- The Book and the Sword
- Blade Heart
- Hidden Treasures
- Lik Keep King To 历劫惊涛
- To Catch The Uncatchable
- War And Beauty
- The Last Breakthrough
- Just Love
- The Gateau Affairs
- Women On The Run
- Revolving Doors of Vengeance
- Fei Yut Tai Cheung Chum 飞越大长针
- A Pillow Case of Mystery

### HKATV
- Kai Si Yan Che 街市忍者
- Toi Toi Ping On 代代平安
- Dim Kai Ah sir Hai Chi Kwai 点解阿sir系只鬼
- Dim Kai Ah sir Hai Chi Kwai II 点解阿sir系只鬼 II
- Central Affairs II
- The Villagers
- Ma Jong Gathering
- Flaming Butterfly